# Adel Szelímí
Adel Sellimi (arabul: عادل السليمي; Tunisz, 1972. november 16. –) tunéziai labdarúgócsatár.